# فيزيائيين البلازما
إن هذه القائمة تحتوي على أسماء الفيزيائيين الذين قدموا مساهمات ملحوظة في مجال فيزياء البلازما.
| إسم العالِم          | ما يُعرف عنه |
| ------------------- | --- |
| أندريه ساخاروف      | اقترح تطوير جهاز توكاماك لاستخدامه في الاندماج النووي الحراري الذي يمكن التحكم به. |
| أنتوني بيرات        | عُرِف بدفاعه المُؤثر عن علم كونيات البلازما. |
| ديفيد بوم           | قام باشتقاق معيار غشاء ديباي، والذي ينص على أن البلازما يجب أن تتدفق على الأقل بسرعة الصوت نحو سطح صلب. |
| إريك ليرنر          | يُعَد رائدًا في اندماج التركيز وداعية لعلم كونيات البلازما. |
| فورست موزر          | عُرِف بقياسات المجال الكهربائي في بلازما الفضاء. |
| فران بوسنياكوفيتش   | |
| فرنسيس إف. تشن      | كتاب فيزياء البلازما "مقدمة في فيزياء البلازما والاندماج الذي يمكن التحكم به". |
| فرانكلين تشانغ دياز | ابتكر مفهوم صاروخ البلازما المغناطيسية متغير الإندفاع النوعي، وهو محرك كهرومغناطيسي لدفع المركبات الفضائية. |
| فريدريش باشن        | صاحب قانون باشن، وهو عبارة عن معادلة تتعلق بجهد الانهيار بضغط الغاز وطول فجوة القطب. |
| غلام مرتضى          | |
| هانز ألففين         | حاصل على جائزة نوبل في الفيزياء في عام 1970م "للعمل الأساسي والاكتشافات في الديناميكا المغناطيسية المائية مع تطبيقات مثمرة في أجزاء مختلفة من فيزياء البلازما".                                                   |
| هارولد فورث         | مدير مختبر برينستون لفيزياء البلازما من عام 1981م إلى 1990م. |
| هارولد ب. يوبانك    | |
| إرفينغ لانغموير     | قام بصياغة مصطلح "البلازما" وذلك للتلميح إلى سلوك هذه المادة النابض بالحياة، وتم تطوير مفاهيم درجة حرارة الإلكترون والمسبار الإلكتروستاتيكي، مسبار لانغموير.                                                      |
| كاثرين ويمر         | عُرِفت بالبحث العلمي في مجال نظرية التوازن المغناطيسي الهيدروديناميكي للبلازما وثباتها. |
| كريستيان بيركلاند   | اقترح أولاً أن التيارات الكهربائية القطبية أو النفاثات الكهربائية وهي متصلة بنظام من الخيوط تسمى ب"تيارات بيركلاند الكهربائية" والتي تتدفق على طول خطوط المجال المغناطيسي الأرضي داخل المنطقة القطبية وبعيدًا عنها. |